# Gérard Lom
Pour les articles homonymes, voir Lom.
Pas d'image ? Cliquez ici

a Compétitions nationales et continentales officielles uniquement.

Gérard Lom, né le 8 juillet 1934 à Biarritz (Basses-Pyrénées) et mort le 12 décembre 2022 à Tardets-Sorholus (Pyrénées-Atlantiques), est un joueur français de rugby à XV, qui a joué avec la Section paloise au poste de troisième ligne aile.

## Biographie
Originaire de Biarritz, Gérard Lom intègre l'École normale de Lescar et devient professeur de mathématiques,.

### Carrière de joueur
À la fin des années 50, Gérard Lom débute en équipe première de la Section paloise, marquant ainsi le début d'une relation durable avec le club.
Los de la saison 1957-58, il atteint la demi-finale du championnat de France, perdue face au FC Lourdes.
Gérard Lom rejoint ensuite le FC Oloron, dont il devient le capitaine.

### Création de l'US Nord Est
Après sa retraite sportive, Gérard Lom a créé, en collaboration avec Louis Cluchague, une école de rugby, l'US Nord Est, située dans le quartier Lapuyade de Pau,.
En 1968, sous la houlette de Gérard Lom les juniors atteignent les quarts de finales du Coupe Frantz-Reichel en éliminant l'Aviron bayonnais, l'US Marmande et le CA Brive. Le parcours s'arrête face au Stadoceste tarbais.
Son engagement en tant qu'éducateur exigeant et compétent a permis à de nombreux jeunes talents de se révéler comme Gérard Mariné, Albert Carrère, Christian Lanouguère et Pierre Rivera,.

### Entraineur de la Section paloise
Fort de sa réputation de formateur acquise à l'US Nord Est, Gérard Lom est devenu l'entraîneur de la Section paloise de 1968 à 1978. Gérard Lom a eu notamment un grande influence sur la carrière de Robert Paparemborde, contribuant à en faire un pilier de renom.
À 18 ans, Paparemborde découvre le rugby et est recruté par la Section paloise. Il explore divers postes sur le terrain, mais Marc Etcheverry voit en lui le potentiel pour devenir un pilier. À 20 ans, Paparemborde accepte ce défi et commence à travailler sur sa puissance, ses appuis et son dos avec ses entraîneurs, Gérard Lom et Théo Cazenave.

### Président de la Section paloise
Gérard Lom devient président de la Section paloise pendant 3 ans, de 1979 à 1982,.
En 2005, accompagné d'autres anciens président de la Section comme François Moncla, il prend position contre la gestion de la Section paloise d'André Lestorte.

### Fin de vie
Gérard Lom décède le 12 décembre 2022. La Honhada du match Section paloise - Aviron bayonnais, disputé le 23 décembre 2022, a été dédiée à sa mémoire.

## Vie privée
Son petit-fils est Thomas Chenut, qui a lui aussi évolué à la Section paloise.